# Rjasan oblast
Rjasan oblast (russisk: Рязанская область, tr. Rjazanskaja oblast) er en af 46 oblaster i Den Russiske Føderation. Oblasten har et areal på 3.960 km² og 1.043.231 (2024) indbyggere. Det administrative center i oblasten ligger i byen Rjasan (russisk: Рязань), der har 519.315 (2025) indbyggere. Den næststørste by i oblasten er Kasimov (russisk: Касимов) med 27.821 (2023) indbyggere.

## Geografi
Rjasan oblast grænser op til Vladimir oblast (n), Nisjnij Novgorod oblast (nø), Republikken Mordovija (ø), Pensa oblast (sø), Tambov oblast (s), Lipetsk oblast (sv), Tula oblast (v) og Moskva oblast (nv).

## Kendte personer fra Rjasan oblast
- Konstantin Tsiolkovskij, ingeniør
- Sergej Jesenin, lyriker